# Paysandú Fútbol Club
Maillots
Le Paysandú Fútbol Club est un club de football uruguayen basé à Paysandú.

## Historique
- 2003 : fondation du club